# Linnaemya sulphurea
Linnaemya sulphurea är en tvåvingeart som först beskrevs av Villeneuve 1935.  Linnaemya sulphurea ingår i släktet Linnaemya och familjen parasitflugor.
Artens utbredningsområde är Etiopien. Inga underarter finns listade i Catalogue of Life.